# Seconda B
Seconda B è un film del 1934 diretto da Goffredo Alessandrini.
Film commedia di ambiente scolastico, presentato alla II Mostra Internazionale d'Arte Cinematografica di Venezia.

## Trama
Anno scolastico 1911-12, il professor Monti, timido insegnante di storia naturale all'Istituto Internazionale di Educazione Femminile, si innamora di una collega insegnante di ginnastica che, con qualche titubanza, ricambia il suo amore. Un'allieva, Marta Renzi, figlia di un deputato, scoperto il cauto idillio, d'accordo con alcune compagne decide di vendicarsi del professore che l'aveva segnalata al preside come la più indisciplinata: si finge innamorata di Monti fino a fargli perdere la testa e quasi farle una dichiarazione con lo scopo di umiliarlo di fronte a tutta la scolaresca. La professoressa di ginnastica, venuta al corrente della beffa, rimprovera aspremente l'allieva e la prende a schiaffi. Il preside prende le parti della figlia dell'onorevole e licenzia la professoressa che però riconquisterà il maturo collega che per solidarietà lascerà il lavoro.

## Produzione
Il film venne girato negli stabilimenti della Cines. 
Oltre ai tecnici accanto riportati, per il momento si conosce soltanto il nome dell'operatore, Domenico Scala, e il fonico, Vittorio Trentino.